# Região metropolitana dos Altos Mirandinos

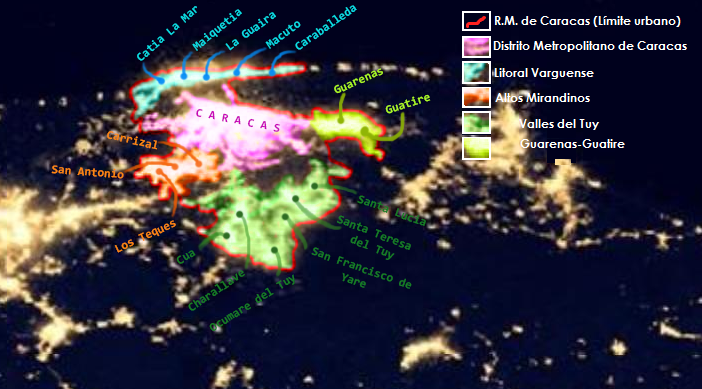
A região metropolitana dos Altos Mirandinos representada em laranja

A Região metropolitana dos Altos Mirandinos ou Área metropolitana Los Teques   (em castelhano:  Area Metropolitana de Los Altos Mirandinos  ou Area Metropolitana de Los Teques) é uma localidade no estado de Miranda, na Venezuela. A área inclui 3 municípios, todos pertencentes à Grande Caracas . Tendo estimativa de população de 454.929 habitantes.

## Cidades
As principais cidades da região são (2013):
1. Los Teques (pop. 251.872)
2. San Antonio de los Altos (pop. 83.866)
3. Carrizal (pop. 58.561)
4. Paracotos (pop. 18,598)
5. San José de Los Altos (pop. 16.489)
6. San Pedro (pop. 13.170)

## Municípios
| Município                                 | Área (km²) | População 2013 | Densidade populacional 2013 (/km²) |
| ----------------------------------------- | ---------- | -------------- | ---------------------------------- |
| Guaicaipuro                               | 661        | 312.502        | 472,77                             |
| Los Salias                                | 51         | 83.866         | 1,644.43                           |
| Carrizal                                  | 32         | 58.561         | 1,830.03                           |
| Região metropolitana dos Altos Mirandinos | 744        | 454.929        | 611,46                             |

## Transporte

### Metrô
O Metro de Los Teques é o mais relevante serviço de transporte metropolitano na região, operando em uma linha de 9,5 quilômetros. O sistema conecta a cidade de Los Teques à capital Caracas.

#### Linhas metropolitanas
| Linha | Estação       | Estação       | Comprimento | Status                                      |
| ----- | ------------- | ------------- | ----------- | ------------------------------------------- |
| 1     | Las Adjuntas  | Ayacucho      | -.- km      | inaugurado em 2014                          |
| 1     | Las Adjuntas  | Alí Primera   | 9,5 km      | Em funcionamento                            |
| 2     | Alí Primera   | Guaicaipuro   | 0,7 km      | inaugurado em 11 de dezembro de 2012        |
| 2     | Guaicaipuro   | Independencia | 1,0 km      | inaugurado em 1 de dezembro de 2013         |
| 2     | Independencia | Los Cerritos  | 1,7 km      | em andamento, previsão para 2017            |
| 2     | Los Cerritos  | Carrizal      | 1,7 km      | construção em andamento, previsão para 2017 |
| 2     | Carrizal      | La Carbonera  | -.- km      | construção em andamento, previsão para 2018 |
| 2     | Carrizal      | Las Minas     | 4,3 km      | construção em andamento, previsão para 2019 |
| 2     | Las Minas     | San Antonio   | 2,5 km      | em andamento, previsão para 2019            |
| 3     | San Antonio   | La Morita     | 1,5 km      | em planejamento                             |
| 3     | La Morita     | San Diego     | 1,6 km      | em planejamento                             |
| 3     | San Diego     | Potrerito     | 4,9 km      | em planejamento                             |
| 3     | Potrerito     | La Mariposa   | 3,0 km      | em planejamento                             |
| 3     | La Mariposa   | La Rinconada  | 7,5 km      | em planejamento                             |

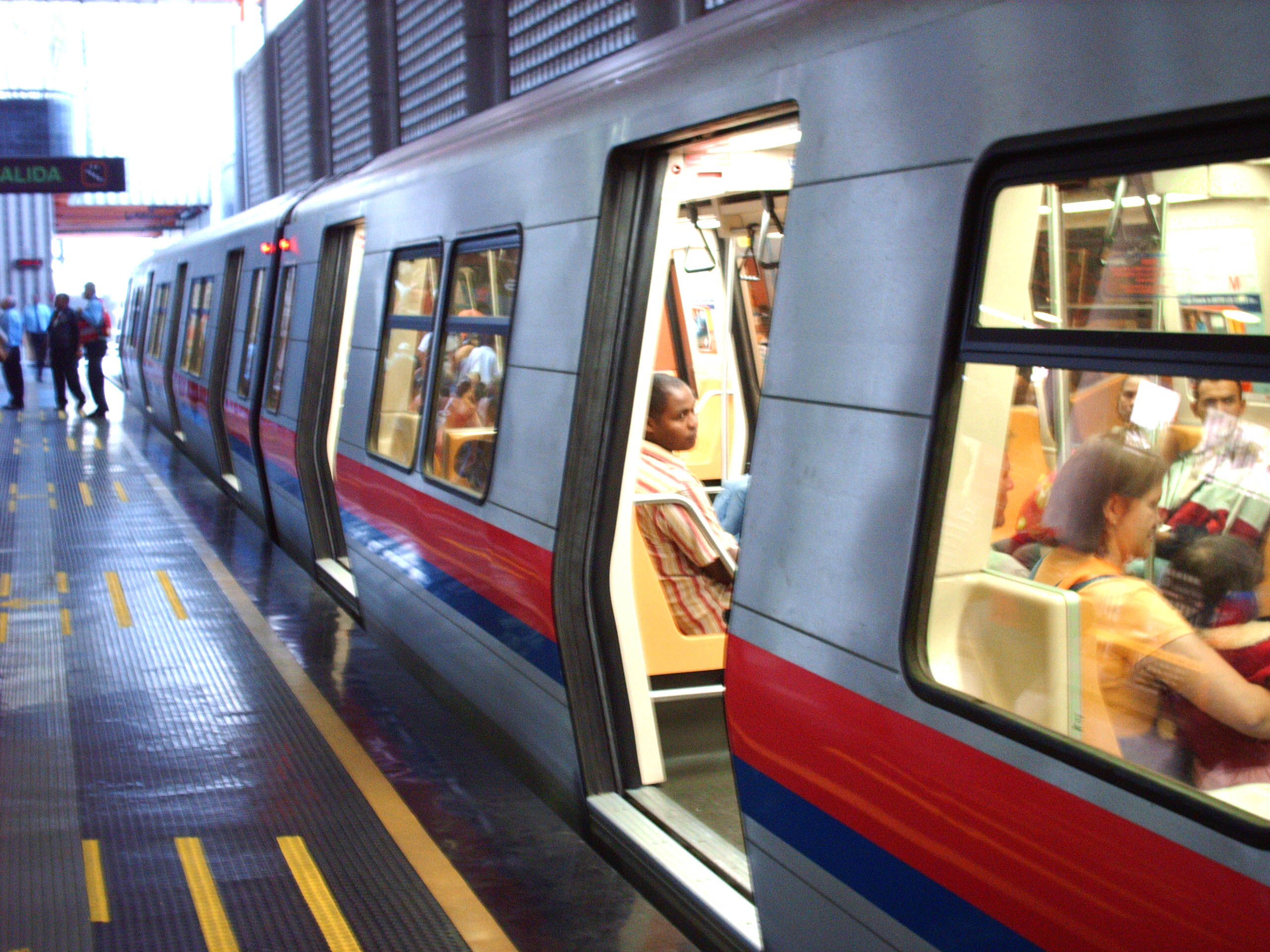
Metrô de Los Teques
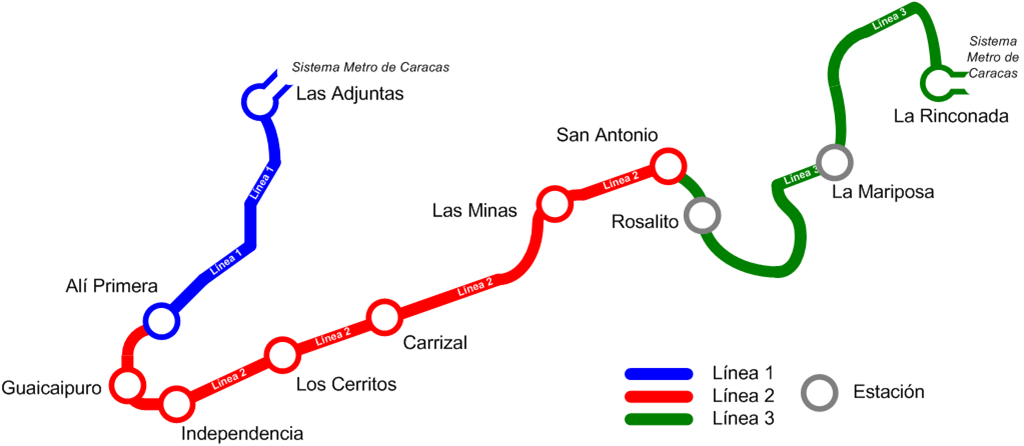
Linhas metropolitanas atuais e futuras do sistema de metrô Los Teques